# 712e division d'infanterie
La 712e division d'infanterie (en allemand : 712. Infanterie-Division ou 712. ID) est une des divisions d'infanterie de l'armée allemande (Wehrmacht) durant la Seconde Guerre mondiale.

## Création
La 712e division d'infanterie est formée le 5 mai 1941 comme unité « statique » à Trèves dans le Wehrkreis XII en tant qu'élément de la 15. Welle (15e vague de mobilisation).
Elle est d'abord transférée dans le nord-est de la France, avant d'être redirigée et installée en Normandie dès janvier 1942.
Au printemps 1942 elle est définitivement installée sur la côte belgo-hollandaise, près de Zeebruges, où elle demeure jusqu'à l'automne 1944. À la suite du débarquement allié en Normandie, elle défend l'estuaire de la rivière Scheldt près d'Anvers, le canal Gand-Terneuzen, et Bois-le-Duc où elle est attaquée par les Polonais aux ordres du général Guy Simonds.
En septembre 1944, sous le commandement du Generalleutnant Friedrich-Wilhelm Neumann, la 712e division d'infanterie est engagée contre les troupes britanniques qui, lors de l'opération Market Garden, tentent de délivrer les troupes aéroportées anglo-saxonnes encerclées à Arnhem, et réussit à les ralentir, prenant une part active à la défaite alliée.
Peu après, elle s'oppose au 32nd Guards Tank Brigade britannique (32e brigade blindée de la Garde) lors des combats pour Oss, puis prend part au passage de la Meuse, au cours du retrait des troupes allemandes, et se bat dans la région de Heusden durant l'hiver 1944-1945.
Réorganisée après avoir subi de lourdes pertes dans les Pays-Bas, la division est transférée en Pologne sur le Front de l'Est en janvier 1945 où elle est détruite sur la rivière Warta par les forces soviétiques.
Les restes de la division fortement décimés sont distribués entre la 45e et la 68e division d'infanterie. L'état-major est transféré au groupe d'armées Vistule en tant qu'état-major « zur Verfügung ». Il est utilisé au début de février 1945 pour commander des troupes mixtes, principalement constituées de Fahnenjunker-Grenadier-Regimenter - dans les combats du front autour de l'Oder et pour tenir les positions défensives dans les hauteurs de Seelow.
La division est reformée avec des troupes organiques le 26 mars 1945 dans la région fr Küstrin à partir de régiments qui avaient été attachés à la Panzergrenadier-Division Kurmark, incluant les Grenadier-Regiment 1239 et Grenadier-Regiment 1241, qui ont été utilisés pour reconstruire respectivement les Grenadier-Regiment 732 et Grenadier-Regiment 745. La division est détruite un mois plus tard en avril 1945 dans la poche d'Halbe pendant la bataille de Berlin.

## Organisation

### Commandants
| Date                            | Grade           | Commandant                |
| ------------------------------- | --------------- | ------------------------- |
| 3 mai 1941 - 15 avril 1942      | Generalmajor    | Georg von Döhren          |
| 16 avril 1942 - 25 février 1945 | Generalleutnant | Friedrich-Wilhelm Neumann |
| 25 février 1945 - 2 avril 1945  | Generalmajor    | Joachim von Siegroth      |

## Théâtres d'opérations
- Allemagne : Mai 1941 - Juin 1941
- France : Juin 1941 - Juin 1942
- Belgique : Juin 1942 - Septembre 1944
- Pays-Bas et Ouest de l'Allemagne : Septembre 1944 - Janvier 1945
- Front de l'Est, secteur Centre : Janvier 1945 - Avril 1945

## Ordre de bataille
1941
- Infanterie-Regiment 732
- Infanterie-Regiment 745
- Artillerie-Abteilung 652 (= bataillon d'artillerie)
- Pionier-Kompanie 712 (= compagnie du génie)
- Nachrichten-Kompanie 712 (=compagnie des transmissions)
- Versorgungseinheiten 712

1943
- Grenadier-Regiment 732
- Grenadier-Regiment 745
- Artillerie-Regiment 652
- Pionier-Bataillon 712
- Panzerjäger-Kompanie 712
- Nachrichten-Abteilung 712
- Versorgungseinheiten 712

1945
- Grenadier-Regiment 732
- Grenadier-Regiment 745
- Grenadier-Regiment 764
- Füsilier-Bataillon 712
- Artillerie-Regiment 1712
- Pionier-Bataillon 712
- Panzerjäger-Abteilung 712
- Nachrichten-Abteilung 712
- Feldersatz-Bataillon 1712
- Versorgungseinheiten 712